# Angel Witch
Angel Witch – brytyjski zespół heavymetalowy założony w 1977 roku, jako jeden z pierwszych zaliczany do NWOBHM.
Mroczne i ciężkie kompozycje Angel Witch inspirowane były muzyką Black Sabbath. Grupa w swej wieloletniej karierze wielokrotnie rozpadała i reaktywowała się, jednak zawsze jej liderem pozostawał wokalista i gitarzysta - Kevin Heybourne. Po kolejnej reaktywacji w 2008 roku, Angel Witch pracował nad nowym albumem studyjnym. W roku 2009 zespół zagrał na festiwalu Headbangers Open Air Festival w Niemczech.

## Skład
| Lata                             | Członkowie      | Członkowie      | Członkowie                                  | Członkowie                     | Członkowie     | Nagrania                                |
| Lata                             | Wokalista       | Gitarzysta      | Gitarzysta                                  | Basista                        | Perkusista     | Nagrania                                |
| -------------------------------- | --------------- | --------------- | ------------------------------------------- | ------------------------------ | -------------- | --------------------------------------- |
| 1978 - 1980                      | Kevin Heybourne | Kevin Heybourne | -                                           | Kevin Riddles                  | Dave Hogg      | Angel Witch Sweet Danger (EP)           |
| 1980-1981                        | Kevin Heybourne | Kevin Heybourne | -                                           | Kevin Riddles                  | Dave Dufort    | -                                       |
| 1982                             | Roger Marsden   | Kevin Heybourne | -                                           | Jerry Cunningham               | Ricky Bruce    | -                                       |
| 1984-1986                        | Dave Tattum     | Kevin Heybourne | -                                           | Pete Gordelier (również śpiew) | Spencer Holman | Screamin' and Bleedin', Frontal Assault |
| 1989-90                          | Kevin Heybourne | Kevin Heybourne | Grant Dennison                              | Pete Gordelier (również śpiew) | Spencer Holman | Live                                    |
| lata 90. (nie ma stałego składu) | Kevin Heybourne | Kevin Heybourne | Myk Taylor (również instrumenty klawiszowe) | Jon Torres (również gitara)    | Tom Hunting    | -                                       |
| 2000 - 2002                      | Kevin Heybourne | Kevin Heybourne | Keith Herzberg                              | Ritchie Wicks                  | Scott Higham   | 2000: Live at the LA2                   |
| 2002                             | Kevin Heybourne | Kevin Heybourne | Lee Altus                                   | Jon Torres                     | Tom Hunting    | -                                       |
| 2002 - 2003                      | Kevin Heybourne | Kevin Heybourne | Lee Altus                                   | Jon Torres                     | Darren Minter  | -                                       |
| 2008 -                           | Kevin Heybourne | Kevin Heybourne | Chris Fullard                               | Will Palmer                    | Andy Prestidge | -                                       |

## Dyskografia

### Albumy studyjne
- 1980 Angel Witch
- 1985 Screamin' and Bleedin'
- 1986 Frontal Assault
- 1998 Resurrection
- 2012 As Above, So Below

### Minialbumy
- 1980 Sweet Danger
- 2004 They Wouldn't Dare

### Single
- 1980 Angel Witch
- 1980 Sweet Danger
- 1981 Loser
- 1985 Goodbye

### Dema
- 1980 Demo
- 1981 Give It Some Tickle
- 1987 Psychopathic

### Albumy "live"
- 1990 Live
- 1996 '82 Revisited
- 2000 2000: Live at the LA2
- 2006 Angel of Death: Live at East Anglia Rock Festival
- 2009 Burn The White Witch - Live In London

### Kompilacje
- 1986 Doctor Phibes
- 1988 Screamin' assault
- 1998 Resurrection
- 1999 Sinister History

### Splity
- 1998 British Steel: Heavyweight of Metal Live & Loud (split z Tank, Samson i Girlschool)